# Bram (Aude)
Bram is een gemeente in het Franse departement Aude (regio Occitanie). De plaats maakt deel uit van het arrondissement Carcassonne. Bram telde op 1 januari 2022 3.252 inwoners.

## Geografie
De oppervlakte van Bram bedroeg op 1 januari 2022 17,72 vierkante kilometer; de bevolkingsdichtheid was toen 183,5 inwoners per km².
De onderstaande kaart toont de ligging van Bram met de belangrijkste infrastructuur en aangrenzende gemeenten.
Belangrijke plaatsen in de buurt zijn Carcasonne en Castelnaudary. De belangrijkste grote stad is Toulouse.

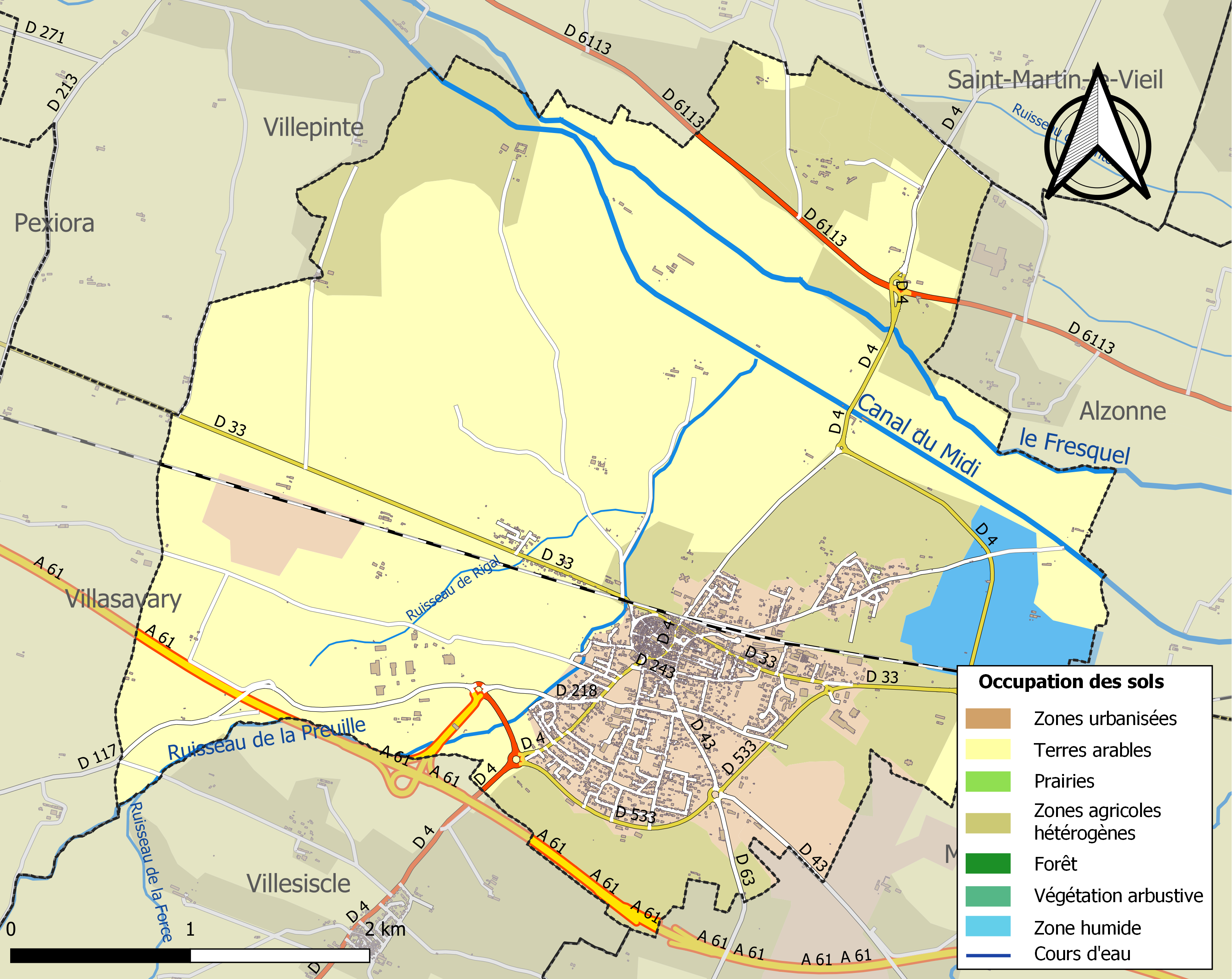

## Demografie
Onderstaande figuur toont het verloop van het inwonertal (bron: INSEE-tellingen).

Vanwege een beveiligingsprobleem met de MediaWiki Graph-software is het momenteel niet mogelijk deze grafiek weer te geven. Zodra de software is bijgewerkt zal de grafiek vanzelf weer zichtbaar worden.

## Geboren in Bram
- Jean Cau (1925-1993), schrijver